# Doragnathus
Doragnathus is een geslacht van uitgestorven tetrapoden van onzekere systematische positie. Het leefde in het Vroeg-Carboon (ongeveer 325 miljoen jaar geleden) en zijn fossiele overblijfselen zijn gevonden in Europa en (misschien) in Noord-Amerika.

## Naamgeving
De typesoort Doragnathus woodi werd in 1980 benoemd door Smithson. De geslachtsnaam verbindt een verwijzing naar de Dora Opencast-vindplaats met een Grieks gnathos, 'kaak'. De soortaanduiding eert Stan Wood als ontdekker.
Het holotype NMSNUZ 77.5.26 is gevonden bij Cowdenbeath. Het is een linkeronderkaak. Talrijke losse botten zijn toegewezen. Sommige zijn afkomstig uit even oude afzettingen van Gilmerton in Schotland. Soortgelijke vormen zijn mogelijk gevonden op het eiland Inchkeith (ook in Schotland) en in West Virginia (Verenigde Staten).

## Beschrijving
Doragnathus is alleen bekend van zeer onvolledige overblijfselen, waaronder de onderkaak en delen van de schedel, en het is daarom onmogelijk om zijn uiterlijk te reconstrueren. De onderkaak lijkt erg op die van andere archaïsche tetrapoden. De onderkaak is lang en laag en eindigde achteraan in een duidelijk retro-articulair uitsteeksel. Op het dentarium staan meer dan tachtig scherpe en gebogen tanden, heel dicht bij elkaar. Op het coronoïde bevond zich een rij dunne en kleine tanden.
Sommige postcraniale fossiele elementen die waarschijnlijk aan Doragnathus kunnen worden toegewezen, geven aan dat dit dier een ruitvormige interclavicula heeft zonder processus parasternales, een opperarmbeen met een driehoekige enthepicondyle, een staafvormig darmbeen zonder postiliacaal uitsteeksel en een lichtgebouwd dijbeen met een prominente interne trochanter maar geen adductorplatform.

## Fylogenie
Doragnathus kent geen duidelijke classificatie; de toegeschreven postcraniale botten zouden wijzen op een veronderstelde verwantschap met de colosteïden en de temnospondylen. Volgens sommige onderzoeken uit 2016 zou het een tetrapode kunnen zijn met een tussenliggende fylogenetische positie tussen de oudste tetrapoden uit het Devoon zoals Ichthyostega en Acanthostega en de daaropvolgende tetrapoden uit het Carboon zoals de baphetoïden, colosteïden, temnospondylen en reptielen (Clack et alii, 2016) .